# زلاتکو یانکوف
زلاتکو یانکوف (بلغاری: Златко Георгиев Янков؛ زادهٔ ۷ ژوئن ۱۹۶۶) بازیکن سابق و مربی فوتبال اهل بلغارستان است.
از باشگاه‌هایی که در آن بازی کرده‌است می‌توان به باشگاه فوتبال سیواس‌اسپور، باشگاه فوتبال لوکوموتیو صوفیه، باشگاه فوتبال آدانااسپور، باشگاه فوتبال اوردینگن ۰۵، باشگاه ورزشی گنچلربیرلیغی، باشگاه فوتبال بشیکتاش، باشگاه فوتبال رئال وایادولید، و باشگاه فوتبال لفسکی صوفیه اشاره کرد.
وی همچنین در تیم ملی فوتبال بلغارستان بازی کرده‌است.